# Bakio
Bakio város Spanyolországban,  Bizkaia tartományban. Bakio Bermeo, Maruri-Jatabe, Mungia és Lemoiz községekkel határos. Lakosainak száma 2821 fő (2024).

## Népesség
A település lakosságának változását az alábbi diagram mutatja:
| Lakosok száma | 1671 | 1931 | 2189 | 2313 | 2604 | 2615 | 2640 | 2688 | 2812 | 2821 |
|               | 2001 | 2004 | 2007 | 2009 | 2012 | 2014 | 2017 | 2019 | 2022 | 2024 |